# صقر رمادي
الصقر الرمادي (الاسم العلمي Falco hypoleucos)(بالإنجليزية Grey falcon) هو صقر متوسط الحجم موطنه أستراليا، وربما يكون الأكثر الصقور ندرة هناك.

## الإنتشار والموطن
يعيش الصقر الرمادي في أستراليا و يمكن العثور عليه في الأراضي الجافة قليلة الأشجار 

## الوصف

### الحجم
يبلغ طول الصقر الرمادي من 30 إلى 45 سم وطول جناحيه من 85 إلى 95 سم والوزن 350 إلى 600 غرام.

### المظهر
لون هذا الصقر من على الجزء العلوي رمادي وجزء سفلي أبيض، ولون وأغمق على أطراف ريش الطيران، وبقعة داكنة تحت عيني الطائر وتكون الطيور اليافعة أكثر قتامة.

## الغذاء
يعتمد الصقر الرمادي في غذائه على الطيور الصغيرة ولكنه يأكل الثدييات والزواحف الصغيرة أيضا.